# Ivan Renč
Ivan Renč  (né le 23 mars 1937 à Prague) est un écrivain, réalisateur et acteur tchèque.

## Biographie
Ivan Renč est le fils du poète Václav Renč (en). Après avoir obtenu son diplôme à la FAMU, il se consacre essentiellement à l'animation comme assistant à la caméra, puis réalisateur. Après avoir dirigé plusieurs longs métrages, il retourne finalement aux films d'animation de marionnettes. Avec son film Loutka, prítel cloveka, il remporte l'Ours d'or du meilleur court-métrage à la Berlinale 1982. En 1960, il joue le rôle principal dans Sousto (1960), un court-métrage de Jan Němec. Il est l'auteur de plusieurs livres pour enfants.
Le réalisateur et acteur Filip Renč (en) est son fils.

## Filmographie partielle

### Comme réalisateur

#### Au cinéma
- 1968 : Mec (court-métrage)
- 1970 : Hlídac
- 1978 : Daliborka (court-métrage)
- 1978 : Jeruzalémská ulice (court-métrage)
- 1982 : Loutka, prítel cloveka (court-métrage, aussi scénariste)

#### À la télévision
- 1984 : Svatohor (téléfilm, aussi scénariste)